# Gibraltár himnusza
Gibraltár himnusza (angolul Gibraltar Anthem) Gibraltár brit koronagyarmat himnusza. Dallamát és szövegét egyaránt Peter Emberley írta. Gibraltár kormánya 1994. október 18-án fogadta el a koronagyarmat himnuszának.

## Szövege angolul
Gibraltar, Gibraltar,
The Rock on which I stand,
May you be forever free,
Gibraltar, my own land.
Mighty pillar,
Rock of splendour,
Guardian of the sea,
Port of hope in times of need,
Rich in history.
Gibraltar, Gibraltar,
The Rock on which I stand,
May you be forever free,
Gibraltar my own land.
God give grace to this our homeland,
Help us to live as one,
Strong in freedom,
Truth and justice,
Let this be our song.
Gibraltar, Gibraltar,
The Rock on which I stand,
May you be forever free,
Gibraltar! Gibraltar!
My own land!